# Hoodman Blind
Hoodman Blind er en amerikansk stumfilm fra 1923 af John Ford.

## Medvirkende
- David Butler som Jack Yeulette
- Gladys Hulette som Nancy Yeulette / Jessie Walton
- Regina Connelly som Jessie Walton
- Frank Campeau som Mark Lezzard
- Marc McDermott som John Linden
- Trilby Clark som Mrs. John Linden
- Jack Walters som Bull Yeaman
- Eddie Gribbon som Battling Brown